# 埃米利安·雅克蘭

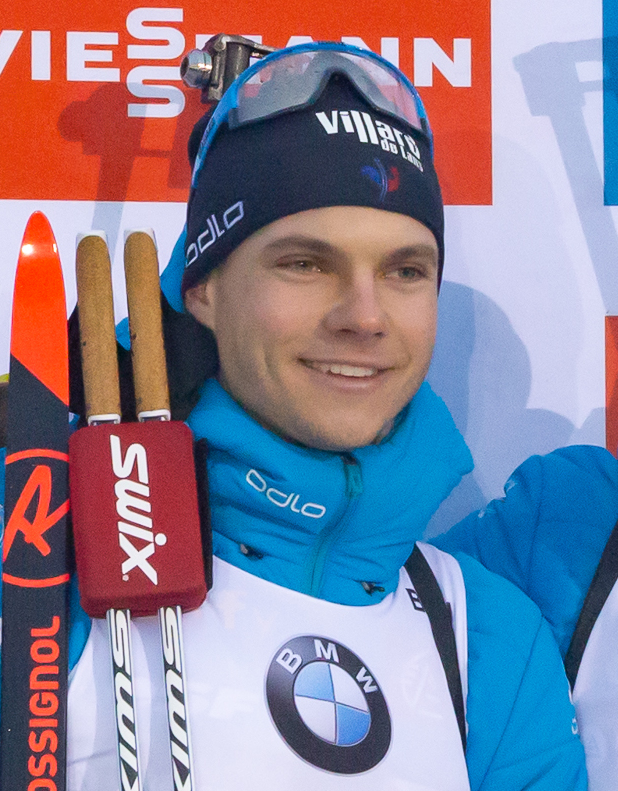
埃米利安·雅克兰，2020年

埃米利安·雅克蘭（法語：Émilien Jacquelin，1995年7月11日—），法國冬季兩項運動員，他代表法國隊參加了中國舉行的2022年冬季奧林匹克運動會，並且在混合接力比賽上獲得銀牌。